# Boris Kidrič
Boris Kidrič (10 de abril de 1912 - 11 de abril de 1953) foi um político e revolucionário esloveno que foi um dos principais organizadores dos Partisans Eslovenos, a resistência eslovena contra a ocupação pela Alemanha Nazista e pela Itália Fascista após a Operação Barbarossa em junho de 1941. Tornou-se o líder de facto da Frente de Libertação do Povo Esloveno. Como tal, teve um papel crucial na luta de libertação antifascista na Eslovênia entre 1941 e 1945. Após a Segunda Guerra Mundial, ele foi, junto com Edvard Kardelj, um importante político esloveno na Iugoslávia comunista. 

## Biografia
Kidrič nasceu em Viena, então capital do Império Austro-Húngaro, como filho do proeminente crítico literário liberal esloveno France Kidrič.
No início da década de 1930, Kidrič foi convocado pelo publicitário comunista Vlado Kozak para ingressar no Partido Comunista da Iugoslávia. Ele logo ascendeu a altos cargos políticos no Drava Banovina e foi um dos fundadores do Partido Comunista Autônomo da Eslovênia em 1937. Além de Milovan Đilas e Ivan Milutinović, Kidrič foi um dos maiores expoentes da política de erros esquerdistas. 
Após o fim da Segunda Guerra Mundial, o Conselho de Libertação Nacional da Eslovênia nomeou-o como o primeiro presidente do governo socialista esloveno e ele mudou-se para a Mansão Ebenspanger, que o governo comunista tinha confiscado aos seus anteriores proprietários judeus.  Tornou-se membro do Politburo Iugoslavo em 1948 e foi responsável pela economia iugoslava de 1946 até sua morte.

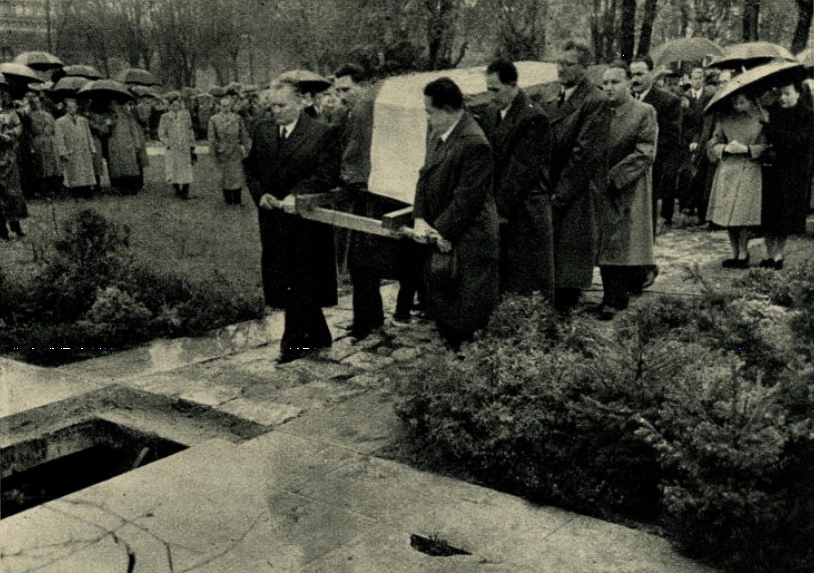
Enterro de Boris Kidrič em 1953.

## Honrarias
Foi agraciado com a Ordem do Herói do Povo, Ordem do Herói do Trabalho Socialista, Ordem da Libertação do Povo e a Medalha Comemorativa dos Partidários de 1941. O Instituto Nacional de Química de Ljubljana recebeu seu nome e até 1990 o principal prêmio para realizações científicas na Eslovênia era chamado de "Prêmio Kidrič".
Entre as condecorações estrangeiras estavam a Ordem de Kutuzov da União Soviética, 2ª classe, a Ordem da República Húngara, a Ordem da Liberdade Popular da Bulgária e a Cruz Partidária Polonesa. Após sua morte, a cidade industrial de Strnišče, no leste da Eslovênia, foi renomeada como Kidričevo em sua homenagem. Em 1959, um grande monumento foi erguido em sua homenagem em frente ao Gabinete do Governo Esloveno em Ljubljana, onde ainda existe apesar de alguns protestos de grupos anticomunistas e vítimas da perseguição comunista. O Instituto de Física, perto de Belgrado, foi renomeado em sua homenagem. 